# Professional Women's Hockey League
Professional Women's Hockey League (PWHL, francouzsky Ligue professionnelle de hockey féminin LPHF) je severoamerická profesionální liga ženského ledního hokeje založená roku 2023. Po základní části sezóny se soutěží o Walter Cup, jehož obhájkyněmi jsou hokejistky Minnesoty Frost.

## Pozadí vzniku
Od roku 2015 fungovaly v Severní Americe dvě ligy, Premier Hockey Federation (dříve National Women's Hockey League) a Canadian Women's Hockey League a uvažovalo se o jejich sloučení, než v roce 2019 CWHL zanikla. Řada nejlepších hokejistek, včetně většiny kanadských a amerických reprezentantek, které sdružuje hráčská asociace Professional Women’s Hockey Players’ Association (PWHPA) se rozhodla NWHL neúčastnit a požadovala stabilní profesionální ligu. PWHPA neorganizovala vlastní ligu, pouze pořádala turnaje a exhibiční zápasy. PHF a PWHPA spolu dlouhodobě jednaly o budoucnosti ženského hokeje v Severní Americe. Zlom nastal po sezóně 2022/2023, kdy byla PHF odkoupena skupinou podnikatele Marka Waltera, menšinového vlastníka Los Angeles Dodgers a Chelsea FC, spolupracujícího s PWHPA a bývalou profesionální tenistkou Billie Jean Kingovou. PHF byla rozpuštěna, všechny hráčské smlouvy byly zrušeny a její aktiva byla použita jako základ nově vzniklé PWHL. Ligu nemateriálně podporuje mužská NHL. Počínaje zářím 2023 kluby mohly uzavřít smlouvy s volnými hráčkami, které nebyly vázané draftem, sestavy klubů se blíže určily během draftu 18. září 2023. Její první ročník byl považován za úspěch pro ženský hokej.

## Systém soutěže

### Základní část
Základní část se hraje od konce listopadu do začátku května, všechny týmy se utkávají šestkrát systémem každý s každým. Celkem se tedy odehraje 30 kol. V základní části používá následující bodový systém: 3 body za výhru v základní hrací době, 2 body za výhru v prodloužení a 1 bod za prohru v prodloužení.
O držiteli první volby pro následující draft rozhodne tzv. Gold plan. Tento systém spočívá v tom, že tým, který je matematicky vyřazen z bojů o play-off, začne od následujícího zápasu získávat body pro pořadí v draftu. Tým s nejvyšším počtem těchto bodů na konci základní části získá první volbu v každém kole následujícího draftu.

### Play-off
Po základní části následuje play-off, do kterého postoupí 4 nejlepší týmy po základní části. Všechny série se hrají na 3 vítězné utkání. 
Vítězky finále se stávají Mistryněmi PWHL a získávají Walter Cup.

## Kluby

### Zakládající kluby
Do prvního ročníku PWHL, který se odehrál mezi lednem a květnem 2024 nastoupilo šest klubů, jejichž základny se částečně kryjí se sídly klubů zaniklé PHF. Boston Fleet nahradil zaniklý Boston Pride, Minnesota Frost nahradila Minnesotu Whitecaps, Victoire de Montréal nahradil Montreal Force, New York Sirens nahradily Metropolitan Riveters a Toronto Sceptres nahradily Toronto Six. Pouze Ottawa Charge nemá přímého předchůdce.
Současné názvy klubů byly odhaleny v září 2024, do té doby fungovaly pod provizorními názvy ve formátu „PWHL Boston,“ „PWHL Minnesota“ a podobně.

### Expanze
Dne 23. dubna 2025 bylo oznámeno, že stávající šestici celků počínaje ročníkem 2025/26 rozšíří Vancouver. O týden později, 30. dubna, byl oznámen osmý klub, a to PWHL Seattle. Mezi dalšími kandidáty byla americká města Denver a Detroit.

### Účastníci ročníku 2025/2026
| Tým                  | Město      | Aréna                | Kapacita |
| -------------------- | ---------- | -------------------- | -------- |
| Boston Fleet         | Lowell     | Tsongas Center       | 6 003    |
| Minnesota Frost      | Saint Paul | Xcel Energy Center   | 17 954   |
| New York Sirens      | Newark     | Prudential Center    | 16 514   |
| Ottawa Charge        | Ottawa     | TD Place Arena       | 8 585    |
| PWHL Seattle         | Seattle    | Climate Pledge Arena | 17 151   |
| PWHL Vancouver       | Vancouver  | Pacific Coliseum     | 16 281   |
| Toronto Sceptres     | Toronto    | Coca-Cola Coliseum   | 8 100    |
| Victoire de Montréal | Laval      | Place Bell           | 10 062   |

## Walter Cup

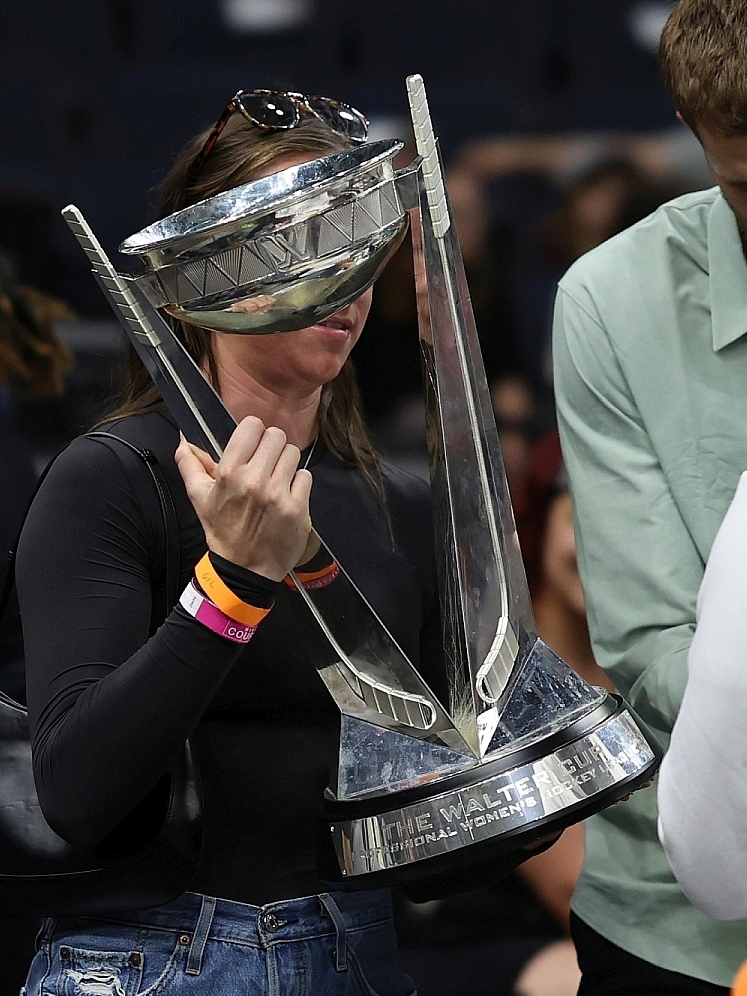
Hokejistka Minnesoty Taylor Heiseová s Walter Cupem

### Vznik
Dne 4. dubna 2024 PWHL odhalila trofej pro vítězky play-off, Walter Cup. Tento název navrhla Billie Jean Kingová, jako počest Marku a Kimbře Walterovým, jako uznání jejich podílu na vytvoření PWHL, důležitého milníku v historii ženského hokeje.

### Vítězky Walter Cupu
| Sezóna    | Vítězky Walter Cupu | Finalistky    | Vítězky základní části | Zdroj         |
| --------- | ------------------- | ------------- | ---------------------- | ------------- |
| 2024      | PWHL Minnesota      | PWHL Boston   | PWHL Toronto           | [ 19 ] [ 20 ] |
| 2024/2025 | Minnesota Frost     | Ottawa Charge | Victoire de Montréal   | [ 1 ] [ 2 ]   |

### České vítězky Walter Cupu
| Sezóna    | Hráčky                           | Tým             | Zdroj         |
| --------- | -------------------------------- | --------------- | ------------- |
| 2024      | Denisa Křížová                   | PWHL Minnesota  | [ 19 ] [ 20 ] |
| 2024/2025 | Denisa Křížová • Klára Hymlárová | Minnesota Frost | [ 1 ] [ 2 ]   |

## Ligové milníky
- První utkání – PWHL Toronto proti PWHL New York (1. ledna 2024)[21]
- První gól – Ella Sheltonová (1. ledna 2024 za PWHL New York proti PWHL Toronto)[21]
- První čisté konto – Corinne Schroederová (1. ledna 2024 za PWHL New York proti PWHL Toronto)[21]
- První hattrick – Grace Zumwinkleová (6. ledna 2024 za PWHL Minnesota proti PWHL Montréal)[22]
- Nejrychlejší gól – Marie-Philip Poulinová v čase 0:11 (3. května 2025 za Victoire de Montréal proti New York Sirens)[23]
- Nejdelší utkání – V nejdelším utkání vstřelila rozhodující gól Catherine Duboisová v čase 135:33 (11. května 2025 za PWHL Montréal proti Ottawa Charge)[24][25]

## Češky v PWHL
| Sezóna 2024       | Sezóna 2024 | Sezóna 2024                |
| Hráčka            | Pozice      | Tým                        |
| ----------------- | ----------- | -------------------------- |
| Denisa Křížová    | útočnice    | PWHL Minnesota             |
| Dominika Lásková  | útočnice    | PWHL Montréal              |
| Kateřina Mrázová  | útočnice    | PWHL Ottawa                |
| Aneta Tejralová   | obránkyně   | PWHL Ottawa                |
| Tereza Vanišová   | útočnice    | PWHL Montréal, PWHL Ottawa |
| Sezóna 2024/25    |             |                            |
| Hráčka            | Pozice      | Tým                        |
| Klára Hymlárová   | útočnice    | Minnesota Frost            |
| Denisa Křížová    | útočnice    | Minnesota Frost            |
| Dominika Lásková  | útočnice    | Victoire de Montréal       |
| Kateřina Mrázová  | útočnice    | Ottawa Charge              |
| Noemi Neubauerová | útočnice    | Toronto Sceptres           |
| Daniela Pejšová   | obránkyně   | Boston Fleet               |
| Klára Peslarová   | brankářka   | Boston Fleet               |
| Aneta Tejralová   | obránkyně   | Ottawa Charge              |
| Tereza Vanišová   | útočnice    | Ottawa Charge              |